# Качка андійська
Качка андійська (Merganetta armata) — вид гусеподібних птахів родини качкових (Anatidae). Мешкає в Андах. Це єдиний представник монотипового роду Андійська качка (Merganetta).

## Опис

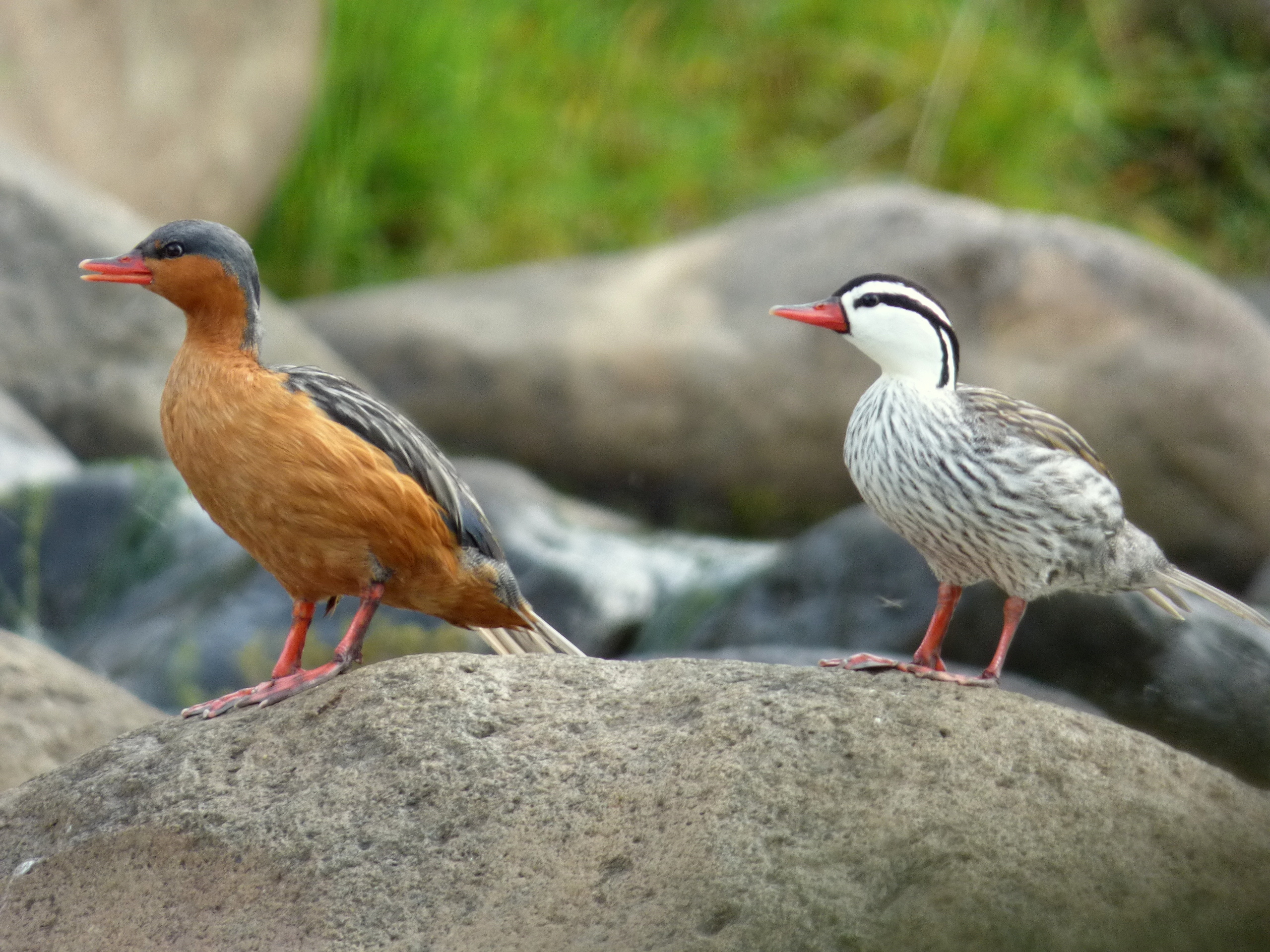
Пара андійських качок

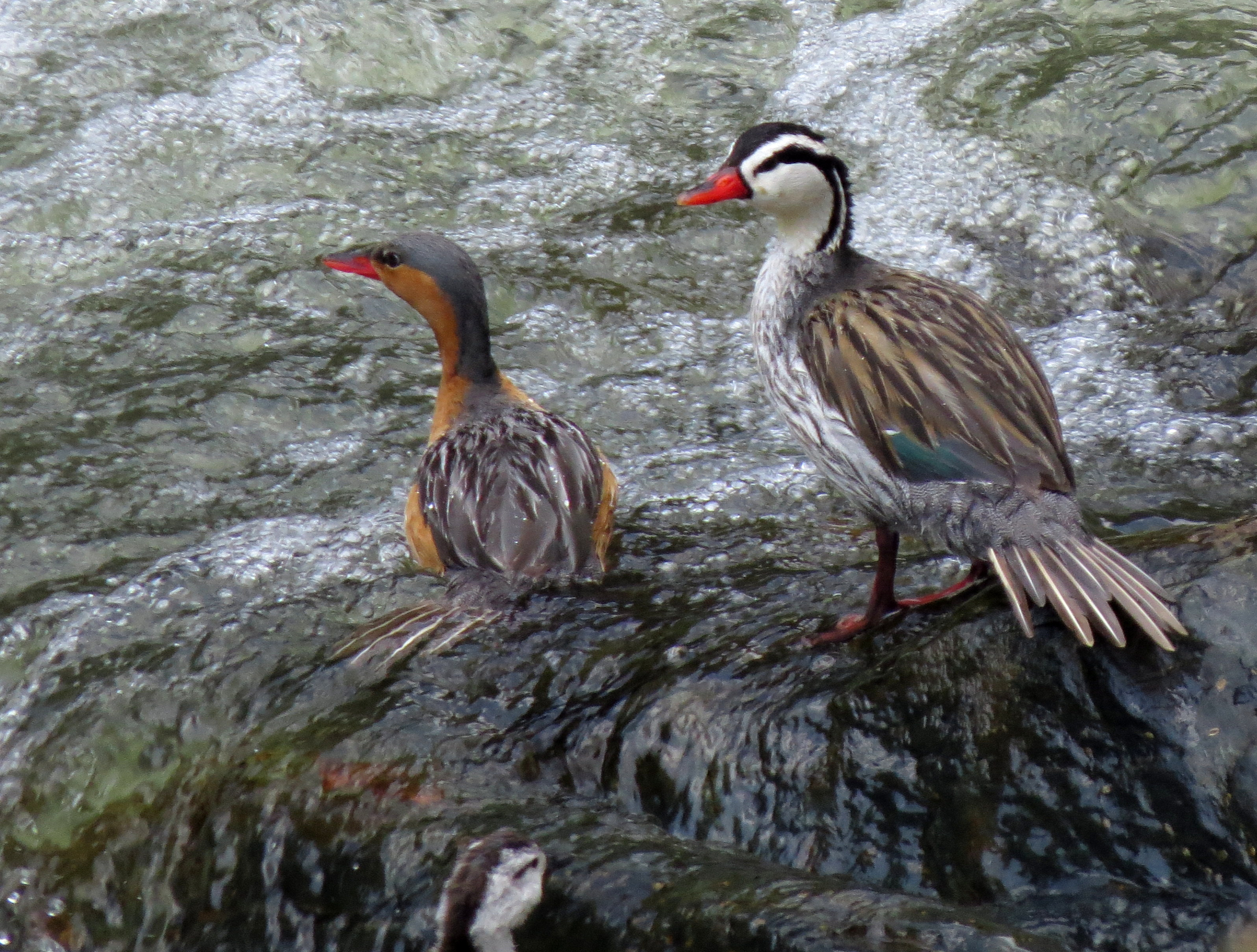
Пара андійських качок (підвид M. a. colombiana, Колумбія)

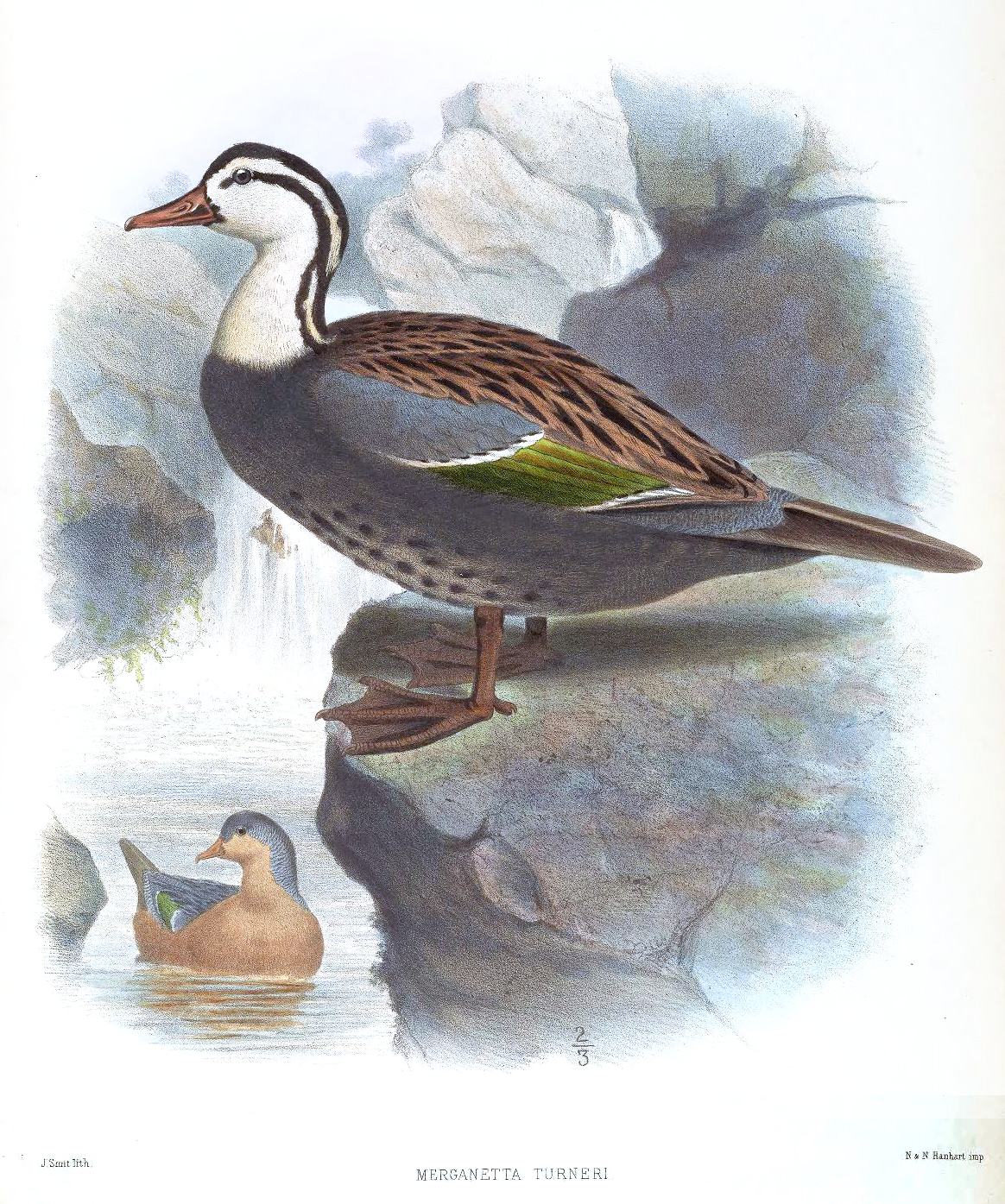
Андійська качка (підвид M. a. turneri)

Довжина птаха становить 43-46 см, вага 315-440 г. У самців голова і шия білі, по центру голови проходить чорна смуга, через очі ідуть чорні смуги, які продовжуються на шиї з боків. Забарвлення решти тіла різниться в залежності від підвиду. У самців номінативного підвиду верхня частина тіла сіра, поцяткована світлими смужками, нижня частина тіла у них чорнувата, живіт каштановий. Також вони вирізняються тим, що передня частина обличчя і підборіддя у них чорнуваті, від очей внизуних ідуть широкі чорні смуги. Самці північного підвиду M. a. colombiana мають менші розміри, нижня частина тіла у них світліша, сірувато-коричнева. У представників підвиду M. a. turneri нижня частина тіла повністю чорна. Представники решти підвидів займають проміжне положення між підвидами M. a. colombiana і M. a. armata. На крилах у самців є помітні зелені "дзеркальця". Хвіст у них довгий, стернові пера вузькі з помітними білими стрижнями. Дзьоб вузький, м'який, червоний. 
Самиці є дещо меншими за самців. Голова і верхня частина тіла у них сірі, нижня частина тіла яскраво-рудувато-коричнева, дзьоб більш жовтий. У молодих птахів верхня частина тіла блідо-сіра, нижня частина тіла білувата. При народженні пташенята покриті чорно-білим, плямистим або смугастим пухом.

## Підвиди
Виділяють шість підвидів:
- M. a. colombiana des Murs, 1845 — Анди на заході Венесуели (Кордильєра-де-Мерида), в Колумбії і Еквадорі;
- M. a. leucogenis (Tschudi, 1843) — Анди на півночі Перу;
- M. a. turneri Sclater, PL & Salvin, 1869 — Анди на півдні Перу (Куско, Арекіпа) і на крайній півночі Чилі;
- M. a. garleppi Berlepsch, 1894 — Болівійські Анди;
- M. a. berlepschi Hartert, EJO, 1909 — Анди на півдні Болівії і на північному заході Аргентини;
- M. a. armata Gould, 1842 — Анди в Аргентині і Чилі (на південь до Вогняної Землі).

## Поширення і екологія
Андійські качки мешкають у Венесуелі, Колумбії, Еквадорі, Перу, Болівії, Аргентині і Чилі. Вони живуть на берегах стрімких гірських річок і струмків. Зустрічаються на висоті до 4500 м над рівнем моря, переважно на висоті від 1000 до 3500 м над рівнем моря, на півдні ареалу зустрічаються на рівні моря. Живляться водними безхребетними, зокрема личинками волохокрильців, веснянок і одноденок, а також молюсками. Птахи збирають їжу на дні водойм і пірнають за нею. Початок сезону розмноження у андійських качок різниться в залежності від регіону. Птахи гніздяться в норах, в тріщинах серед скель, між камінням і у високій траві. Гніздо робиться з сухої трави і встелюється пухом. В кладці 3-4 яйця, інкубаційний період триває 43-44 дні.

## Збереження
МСОП класифікує цей вид як такий, що не потребує особливих заходів зі збереження. За оцінками дослідників, популяція андійських качок становить від 13 до 23 тисяч птахів.